# Lorna (película)
Lorna es una película estadounidense de 1964 dirigida y producida por Russ Meyer. Protagonizada por Lorna Maitland, fue la primera cinta de Meyer en el género sexploitation.

## Sinopsis
Lorna (Lorna Maitland) es una joven esposa sexualmente insatisfecha casada con Jim (James Rucker), quien trabaja en una mina de sal y pasa las tardes estudiando para convertirse en contable público. Cuando Lorna va a nadar desnuda al río, es violada por un convicto prófugo (Mark Bradley), pero su sexualidad frustrada se despierta. Ella invita al desconocido a su casa mientras Jim está en el trabajo, lo que genera inconvenientes en su matrimonio.

## Reparto
- Lorna Maitland es Lorna
- James Rucker es Jim
- Mark Bradley es el violador